# 阿道夫·维尔纳

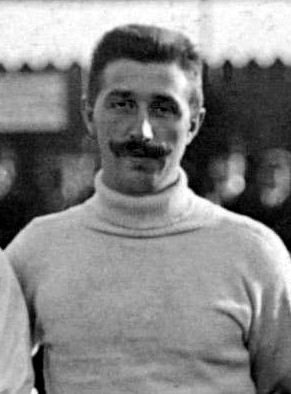
1910 年的维尔纳

阿道夫·维尔纳（1886年10月19日—1975年9月6日）是一名德国业余足球运动员。

## 俱乐部生涯
1912年他随荷尔斯泰因基尔赢得德国足球锦标赛。

## 国际职业生涯
维尔纳参加了1912年夏季奥运会。作为德国国奥队的一员，他作为守门员出场了两场。他一共为德国队出场 13 次。 